# Zapotitán de Hidalgo
Zapotitán de Hidalgo es una localidad situada en el municipio de Jocotepec en la región Sureste del estado mexicano de Jalisco. De acuerdo al censo del año 2020 tiene un total de 3978 habitantes.

## Localización
Zapotitán de Hidalgo se ubica al noroeste del municipio de Jocotepec, sobre las coordenadas 20°19′35″N 103°28′46″O / 20.32639, -103.47944, a una altitud promedio de entre 1600 a 1580 metros sobre el nivel del mar.

## Demografía
De acuerdo con el Censo de Población y Vivienda 2020 llevado a cabo por el Instituto Nacional de Estadística y Geografía, la población total de Zapotitán de Hidalgo es de 3978 habitantes, 1920 hombres y 2058 mujeres, y una densidad de población de 2061 personas por kilómetro cuadrado.
La localidad cubre un área media de 1.93 km², tiene un índice de fecundidad de 2.36 hijos por mujer y un grado promedio de escolaridad de 7.85 años.
En el año de 1900 la localidad tenía un total de 1076 habitantes.
| Gráfica de evolución de Zapotitán de Hidalgo entre 1900 y 2020 |
|                                                                |
| Instituto Nacional de Estadística y Geografía                  |